# Trasporti in Etiopia
Questa voce raccoglie le principali tipologie di trasporti in Etiopia.

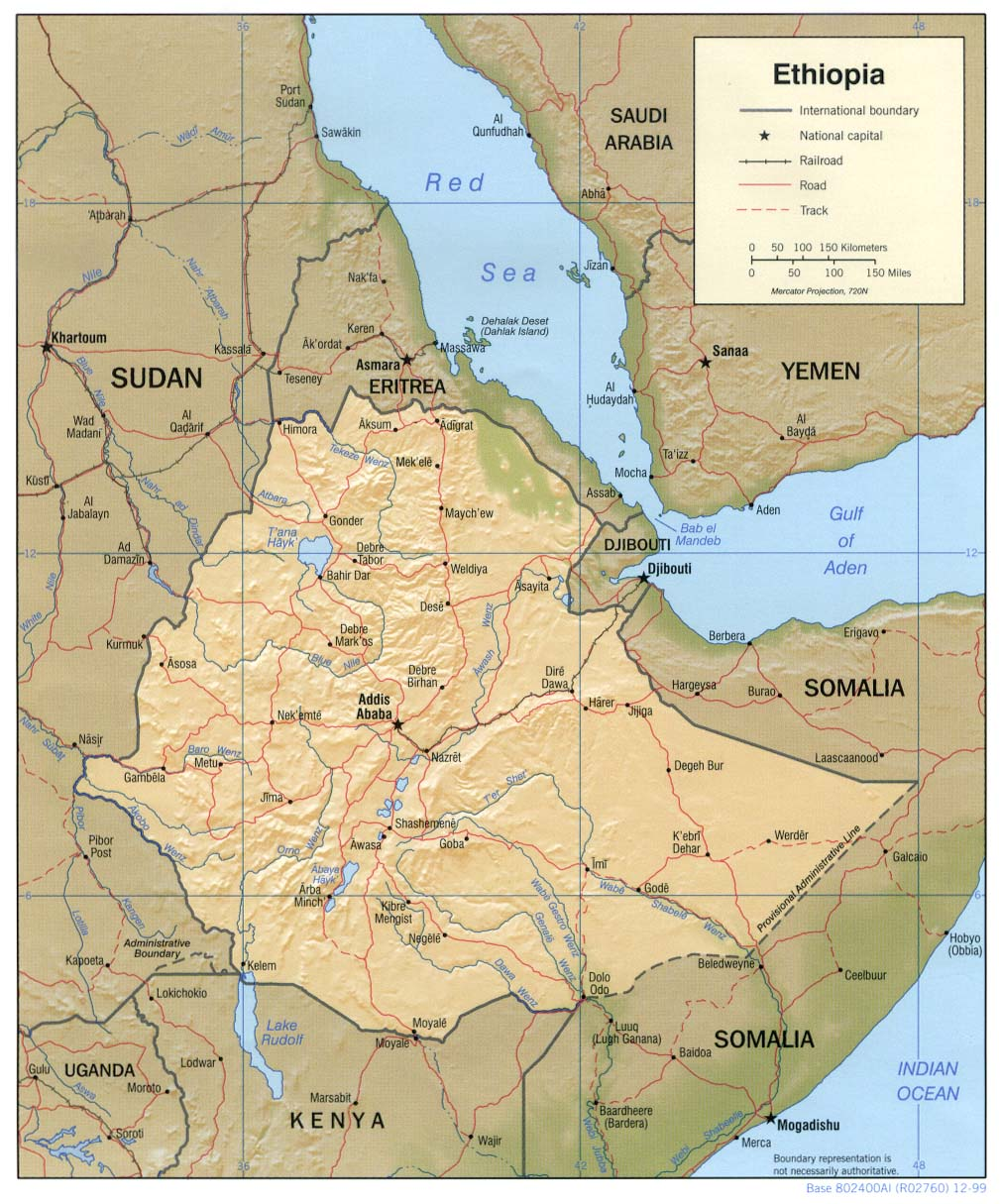
Etiopia: carta geopolitica con rete stradale e ferroviaria

## Trasporti su rotaia

### Reti ferroviarie
In totale: 681 km, appartenenti alla parte etiopica della ferrovia Addis Abeba-Gibuti, tutta con scartamento ridotto di 1000 mm e, al momento, sotto controllo congiunto di Etiopia e Gibuti, anche se trattative in corso tenderebbero alla privatizzazione (dati 1998).
In questi ultimi anni il governo etiope ha programmato la costruzione di una nuova rete ferroviaria in tutto il paese.
La Addis Abeba-Gibuti è in fase di riammodernamento e ne è prevista l'apertura nel 2016.
In futuro ci saranno altre tratte di nuova costruzione: la Macallè-Auasc, i cui lavori sono già iniziati e che sarà collegata con una fermata alla Addis Abeba-Gibuti. La seconda tratta è la Macallè-Weldia, la China Communications Construction Company e La finanziatrice e la Exim Bank of Cina e l'impresa costruttrice con un costo 1,5 miliardi di dollari. La terza linea è Weldia ad Auasc, l'impresa costrutrice è la Yapi Merkezi e i finanziatori la Türk Eximbank, Export Credit Consiglio della Danimarca, e Swiss Export Insurance Risk con un costo complessivo di 1,7 miliardi di dollari. La quarta tratta è l'Addis abeba a Badele finanziata da Development Bank brasiliano e l'impresa è Andrade Gutierrez i lavori sono iniziati nel maggio 2015. La quinta ferrovia è la Weldia a Tanjura che collegherà Addis Abeba con il nuovo porto di Tanjura a Gibuti. La tratta Macalle ad Auasc a Weldia è progettata però i lavori ancora non sono iniziati.
- Collegamento a reti estere contigue
  - presente
    - con stesso scartamento: Gibuti

  - assente: Somalia (mancanza di ferrovie)
    - con cambio di scartamento
      - 1000/950 mm: Eritrea[non chiaro - non esiste una linea fra Etiopia ed Eritrea]
      - 1000/1067 mm: Sudan

    - con stesso scartamento
      - Kenya.
- Città servite da treni:
  - Adama
  - Addis Abeba - capitale dell'Etiopia
  - Akaki
  - Auasc
  - Debre Zeyit
  - Dire Daua
  - Metahara
  - Mieso

### Reti metropolitane
Non esistono sistemi di metropolitana in Etiopia.

### Reti tranviarie
Il servizio tranviario è presente ad Addis Abeba (inaugurato nel 2015).

## Trasporti su strada

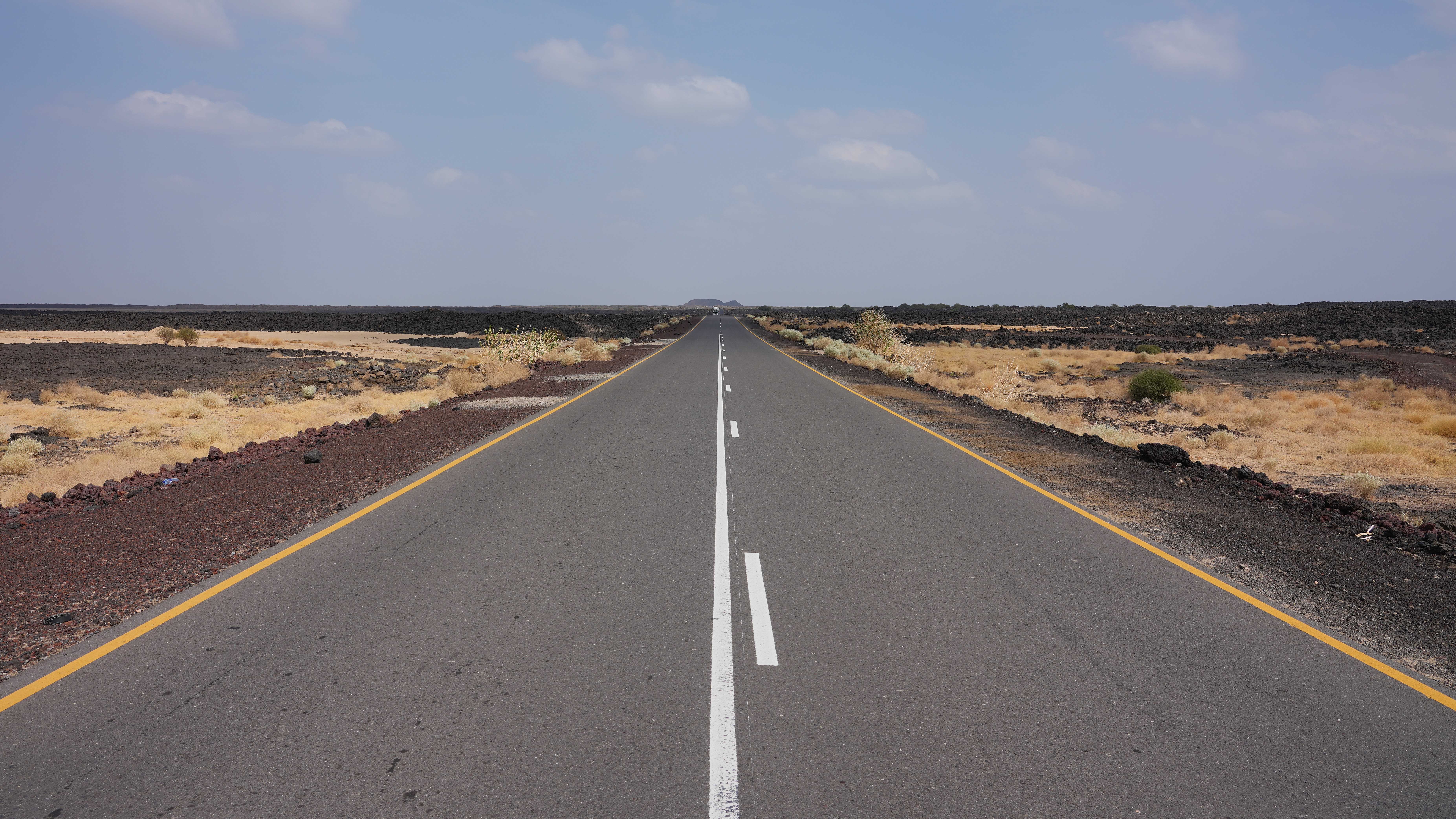

### Rete stradale
In totale:  140.171 km (dati 2022)
- asfaltate: 3.789 km
- brecciate: 27.782 km
- altre: 1.726 km.

### Reti filoviarie
Attualmente in Etiopia non esistono filobus. 

### Autolinee
Nella capitale, Addis Abeba, ed in altre zone abitate dell'Etiopia, operano aziende pubbliche e private che gestiscono i trasporti urbani, suburbani ed interurbani esercitati con autobus.

## Porti e scali
La nazione non ha sbocchi sul mare. Dopo la guerra con l'Eritrea, l'Etiopia ha impiegato il porto di Gibuti, anziché quelli eritrei di Assab e Massaua. Inoltre, il completamento della strada di collegamento Matema-Gedariff ha favorito il raggiungimento dei porti sudanesi sul Mar Rosso.

## Trasporti aerei

### Aeroporti
In totale: 82 (dati 2003)
a) con piste di rullaggio pavimentate: 14
- oltre 3047 m: 3
- da 2438 a 3047 m: 5
- da 1524 a 2437 m: 5
- da 914 a 1523 m: 1
- sotto 914 m: 0

b) con piste di rullaggio non pavimentate: 68
- oltre 3047 m: 3
- da 2438 a 3047 m: 2
- da 1524 a 2437 m: 13
- da 914 a 1523 m: 27
- sotto 914 m: 23.